# Micro-région de Gyöngyös
La micro-région de Gyöngyös (en hongrois : gyöngyösi kistérség) est une micro-région statistique hongroise rassemblant plusieurs localités autour de Gyöngyös.